# V369 Большого Пса
V369 Большого Пса (лат. V369 Canis Majoris) — одиночная переменная звезда в созвездии Большого Пса на расстоянии приблизительно 3989 световых лет (около 1224 парсеков) от Солнца. Видимая звёздная величина звезды — от +10,4m до +9,6m.

## Характеристики
V369 Большого Пса — красная пульсирующая полуправильная переменная звезда типа SRB (SRB) спектрального класса M. Эффективная температура — около 3470 К.